# Мечеть Рухабад
Джума́-мече́ть Рухаба́д — действующая джума-мечеть в историческом центре города Самарканд, в Узбекистане. Находится на улице Рухабад, недалеко от мавзолея Рухабад и мавзолея Гур-Эмир, и примыкает к медресе Рухабад. К мечети с южной стороны примыкает исторический дом и дворик, где родился и жил известный просветитель и джадидист — Ходжи Муин Шукруллаев. Мечеть подчиняется самаркандскому отделению ДУМ Узбекистана.
На месте нынешней мечети Рухабад как минимум с эпохи строительства мавзолея Рухабад находилась старинная мечеть. Есть сведения о строительстве мечети на этом месте в эпоху правления Мирзо Улугбека. В 1880—1882 годах на месте старинной мечети была построена новая мечеть, которая являлась частью проекта по облагораживанию местности вокруг мавзолея Рухабад. Тогда же было построено и медресе Рухабад. Все эти три строения находились слева от знаменитой мощеной дороги «Шах-Ра́х» (Ша́хская дорога), которая начиналась от мавзолея Гур-Эмир и заканчивалась у южных ворот самаркандской цитадели. Часть этой дороги сейчас является улицей Рухабад, которая в советское время называлась «Қизил тонг» (Красная заря). Нынешнее здание мечети было построено в 1903 году. Вплоть до 1960-х годов, территория вокруг мечети, медресе и мавзолея Рухабад являлась частью одноимённой крупной махалли, где находились частные жилые дома, чайханы и другие общественные здания. Ныне большая часть этой махалли снесена в советское время и превращена в большой зелёный парк.
Мечеть Рухабад на протяжении своего существования много раз перестраивалась и улучшалась. Мечеть находится на невысокой возвышенности, которая отделана обожженными кирпичами. В настоящее время представляет собой одноэтажное здание с высоким потолком, которое с восточной и северной стороны окружён айваном, деревянный потолок которого украшен традиционными разноцветными узорами и орнаментами. Айван держит 12 деревянных резных столбов с мраморным основанием. Мечеть также имеет несколько худжр и подсобных помещений. У входа на территорию мечети построен небольшой минарет. Верующие во время пятничной молитвы располагаются не только внутри здания мечети и под айваном, но и на возвышенности из обожженных кирпичей, которая считается территорией мечети. В 1920-е годы мечеть и медресе были закрыты, мавзолей использовался не по назначению. На территории мечети в разное время располагались предприятия, библиотека, дом культуры. После обретения независимости Узбекистаном мечеть была капитально отреставрирована и вновь открыта для верующих и туристов.
В конце 1880-х и в 1890-е годы имамом мечети являлся дедушка Ходжи Муина Шукруллаева — Имам Мир Саид Шариф, который в совершенстве владел арабским, персидским и узбекским языками. Исторический дом, где жили Имам Мир Саид Шариф и Ходжи Муин Шукруллаев, сохранился, примыкает к мечети Рухабад с южной стороны. У входа в дом установлен бюст Ходжи Муина Шукруллаева, работает магазин сувениров.

## Потолок айвана мечети
Потолок айвана мечети Рухабад является одним из самых красивых деревянных потолков в Самарканде. Потолок этого айвана украшен традиционными разноцветными узорами и орнаментами. 
| - Потолок северной части айвана - Потолок северной части айвана - Потолок восточной части айвана |